# Саликов, Андрей Григорьевич
Андрей Григорьевич Саликов — советский хозяйственный, государственный и политический деятель, Герой Социалистического Труда.

## Биография
Родился в 1918 году в селе Никольское. Член КПСС.
С 1937 года — на хозяйственной, общественной и политической работе. В 1937—1980 гг. — работник вагоноремонтного депо в Москве, участник Великой Отечественной войны, слесарь машинно-тракторной станциив селе Александровна, комбайнёр в колхозах Знаменского района, механизатор колхоза имени Калинина Знаменского района Тамбовской области.
Указом Президиума Верховного Совета СССР от 11 декабря 1973 года присвоено звание Героя Социалистического Труда с вручением ордена Ленина и золотой медали «Серп и Молот».
Избирался депутатом Верховного Совета РСФСР 8-го созыва.
Умер в 1987 году.